# 星宿增七
長蛇座28，又名BD-04 2616，HD 81420、SAO 136832、HR 3738，是長蛇座的一颗恒星，视星等为5.59，位于銀經237.84，銀緯30.73，其B1900.0坐标为赤經9h 20m 24s，赤緯-4° 30.73′ 10″。